# Cochlospermaceae
Cochlospermaceae is een botanische naam, voor een familie van tweezaadlobbige planten. Een familie onder deze naam wordt vrij regelmatig erkend door systemen van plantentaxonomie.
Het APG-systeem (1998) en het APG II-systeem (2003) bieden de mogelijkheid deze familie te erkennen (optioneel), maar de planten kunnen ook ingevoegd worden bij de familie Bixaceae.
Het gaat om een familie van kleine bomen of struiken, voorkomend in de tropen. De familie telt een à twee dozijn soorten in twee genera.
Het Cronquist-systeem (1981) erkent niet zo'n familie.